# Oratorio di San Rocco (Pistoia)

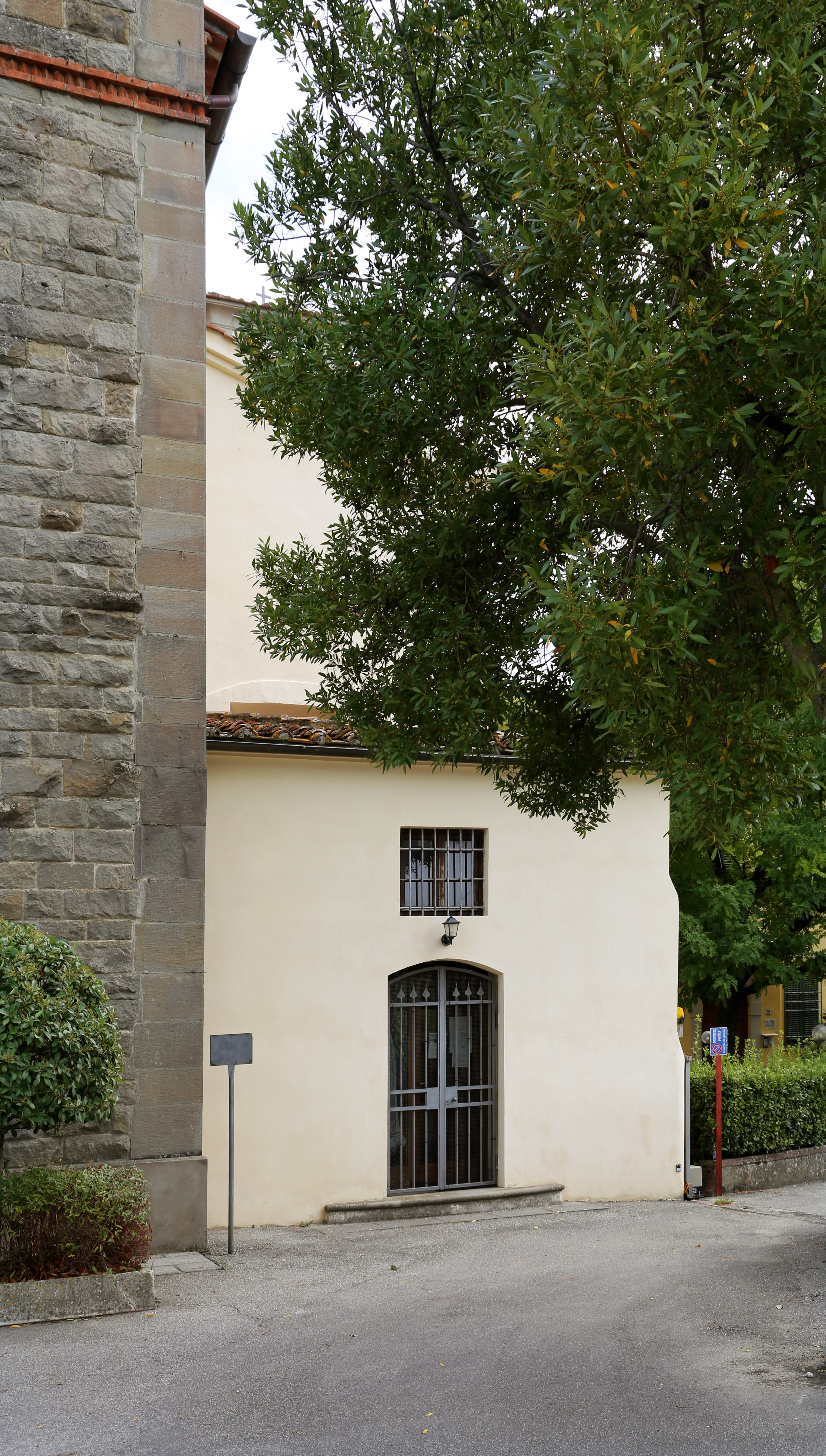
Attuale oratorio di San Rocco

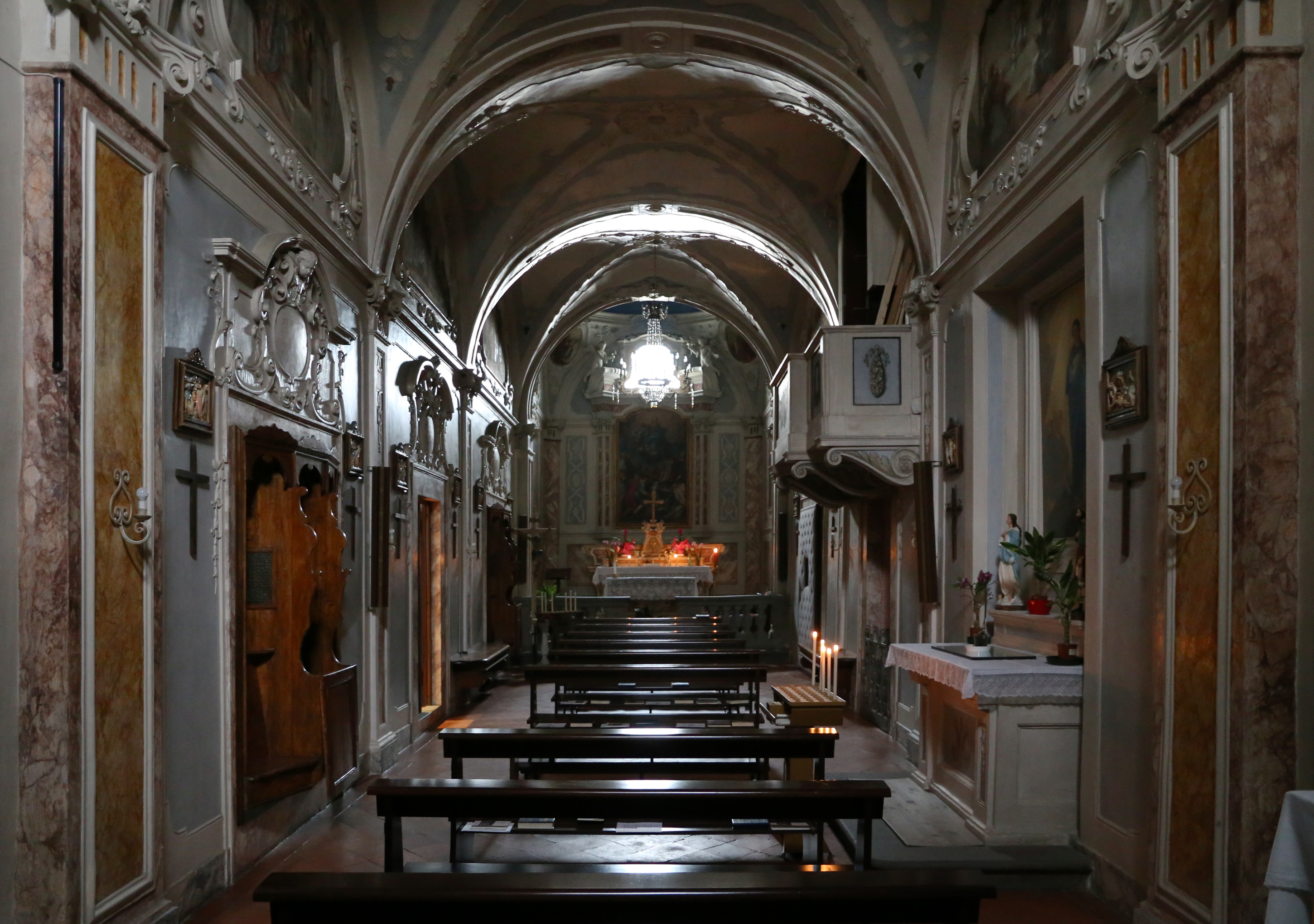
Interno dell'oratorio di San Rocco, un tempo chiesa settecentesca dedicata a Santa Maria Assunta.

L'oratorio di San Rocco è un oratorio pistoiese, già chiesa settecentesca dedicata a Santa Maria Assunta. Ha preso il titolo di oratorio solo nel 1934, dopo la demolizione dell'oratorio cinquecentesco e la costruzione dell'odierna chiesa di Santa Maria Assunta. 

## Storia
Il primo oratorio dedicato a San Rocco fu molto probabilmente costruito in seguito alla peste del 1541 nel luogo dove un tempo sorgeva la chiesa altomedievale di San Michele a Sarlocco, in seguito caduta in rovina (e dove adesso sorge l'attuale chiesa di Chiesa di Santa Maria Assunta in San Rocco). 
Nel 1616 il vescovo Del Caccia trasferì nell'oratorio la sede parrocchiale di Santa Maria a Quattrocchi (chiesa altomedievale posta sul lato opposto di via Sei arcole che fu poi sconsacrata nel 1680 dal vescovo Gherardi e che finì per diventare una casa colonica, adesso una villa privata). Tra la fine del XVII secolo e gli inizi del XVIII una nuova chiesa, dedicata a Santa Maria Assunta, fu edificata accanto all’oratorio. 
Nel 1930 l'oratorio cinquecentesco venne distrutto (ma furono salvati gli affreschi) e al suo posto fu costruita l'attuale Chiesa di Santa Maria Assunta in San Rocco, su progetto dell'architetto Raffaello Franci, consacrata l'11 agosto 1934. Il titolo di oratorio di San Rocco fu trasferito così alla vicina chiesa settecentesca di Santa Maria Assunta.

## Descrizione
Alla peste del 1633 risalgono gli affreschi di Giovanni da San Giovanni con le Storie di san Rocco e la Veduta di Pistoia (quest'ultima al Museo Civico), che costituiscono uno degli esempi di pittura devozionale più popolare e narrativa del pittore. 
Contiene inoltre pale di Pietro Marchesini e di Domenico Rossermini.
In vista della distruzione dell'oratorio cinquecentesco, gli affreschi di Giovanni da San Giovanni, provenienti dall'abside dell'antico oratorio, furono staccati sono stati ricongiunti per quanto possibile intorno alla tavola devozionale del XVI secolo raffigurante san Rocco e collocati nella chiesa moderna.